# Haematopota vexans
Haematopota vexans är en tvåvingeart som beskrevs av Austen 1908. Haematopota vexans ingår i släktet Haematopota och familjen bromsar.
Artens utbredningsområde är Kongo. Inga underarter finns listade i Catalogue of Life.